# NGC 2383
NGC 2383 è un piccolo ammasso aperto visibile nella costellazione del Cane Maggiore.

## Osservazione

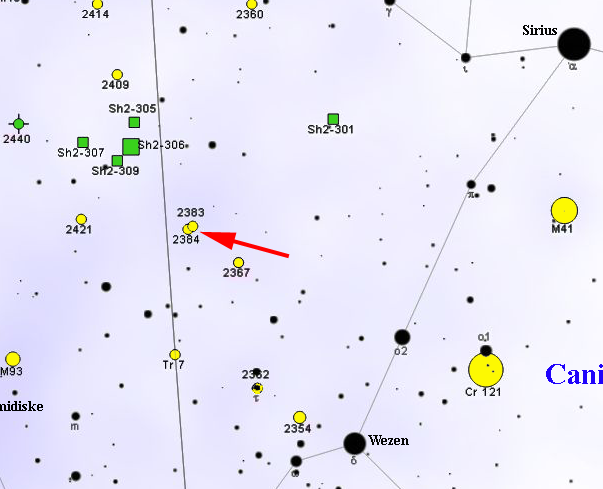
Mappa per individuare NGC 2383.

Si individua sul bordo orientale della costellazione, sul confine con la Poppa; fa coppia con il vicino ammasso NGC 2384, più piccolo ma più brillante, e giace in un campo stellare molto ricco. Attraverso un binocolo appare come una debole macchia chiara sotto un cielo molto buio, su cui dominano alcune stelle di magnitudine 9; la sua risoluzione è appena accennata in un telescopio da 100mm di apertura, mentre una buona risoluzione è possibile con strumenti di almeno 200mm di diametro e ingrandimenti medio-alti. La gran parte delle componenti ha una magnitudine meno luminosa della 12.
La declinazione moderatamente australe di quest'ammasso favorisce gli osservatori dell'emisfero sud, sebbene si presenti circumpolare solo a partire da latitudini molto elevate; dall'emisfero boreale la sua osservazione risulta penalizzata soltanto dalle regioni situate a elevate latitudini settentrionali ed è osservabile da quasi tutte le aree popolate della Terra. Il periodo migliore per la sua osservazione nel cielo serale è quello compreso fra dicembre e aprile.

## Storia delle osservazioni
NGC 2383 venne individuato per la prima volta da John Herschel nel 1836 attraverso il telescopio riflettore da 18,7 pollici appartenuto a suo padre William Herschel; egli lo inserì nel suo General Catalogue of Nebulae and Clusters col numero 1525.

## Caratteristiche
NGC 2383 è un ammasso piuttosto popolato e ricco, ma poco appariscente a causa della bassa luminosità delle sue componenti; la sua distanza è stimata attorno ai 1655 parsec (5395 anni luce) ed è quindi situato certamente sul Braccio di Orione, in un suo ramo diretto verso l'esterno, mentre dista probabilmente meno di 200 parsec dal grande sistema nebuloso di Sh2-310, cui è legato l'ammasso NGC 2362.
Si tratta di un oggetto di evoluzione intermedia, la cui età è stimata attorno ai 200 milioni di anni, come è ben evidente dai diagrammi colore-magnitudine, che indicano un turnoff sulla sequenza principale al di sotto delle classi spettrali O e B. La vicina presenza di NGC 2384 ha fatto ipotizzare che i due ammassi potessero essere vicini fra loro anche fisicamente e facessero quindi parte di un sistema binario di ammassi aperti; studi fotometrici condotti sulle stelle dei due oggetti hanno però portato a escludere tale teoria, sia perché la loro distanza reciproca è grande, sia perché sussiste una notevole differenza di età, essendo NGC 2384 molto giovane, con un'età di appena 8 milioni di anni. I due oggetti dunque non possono essersi formati nella stessa nube molecolare gigante.